# 第二十三季超級籃球聯賽新人選秀會
2025年第23季SBL超級籃球聯賽新人選秀會為SBL超級籃球聯賽在第23季SBL開打之前舉辦的第19屆新人選秀會，本屆新人選秀會與WSBL女子超級籃球聯賽新人選秀會於2025年8月18日聯合舉辦。本屆新人選秀會共有43人參與，最終有10人獲選，由余祥平成為選秀狀元。

## 選秀結果
| →      | 順序一 | 順序二 | 順序三 | 順序四 | 順序五 | 順序六 |
| [ 2 ]  | 基隆   | 柏力力 | 臺銀   | 台啤   | 裕隆   | 基隆   |
| ------ | ------ | ------ | ------ | ------ | ------ | ------ |
| 第一輪 | 余祥平 | 黃偉程 | 蔣奇恩 | 放棄   | 羅楷翔 | 許廷崴 |
| 第二輪 | 曹爾方 | 放棄   | 放棄   | 不適用 | 仲俊威 | 林子桓 |
| 第三輪 | 陳禹劭 | 不適用 | 不適用 | 不適用 | 魏子雲 | 放棄   |
| 第四輪 | 不適用 | 不適用 | 不適用 | 不適用 | 放棄   | 不適用 |

| 輪次 | 總順位 | 球員   | 位置 | 選中球隊       | 畢業/就讀學校        |
| ---- | ------ | ------ | ---- | -------------- | -------------------- |
| 1    | 1      | 余祥平 | F    | 基隆市         | 義守大學             |
| 1    | 2      | 黃偉程 | F    | 彰化璞園柏力力 | 國立體育大學         |
| 1    | 3      | 蔣奇恩 | F    | 臺灣銀行       | 國立臺灣科技大學     |
| 1    | 4      | 羅楷翔 | F    | 裕隆集團       | 國立臺灣體育運動大學 |
| 1    | 5      | 許廷崴 | G    | 基隆市         | 國立體育大學         |
| 2    | 6      | 曹爾方 | F    | 基隆市         | 國立中興大學         |
| 2    | 7      | 仲俊威 | F    | 裕隆集團       | 醒吾科技大學         |
| 2    | 8      | 林子桓 | G    | 基隆市         | 國立臺灣科技大學     |
| 3    | 9      | 陳禹劭 | G    | 基隆市         | 輔仁大學             |
| 3    | 10     | 魏子雲 | G    | 裕隆集團       | 國立臺灣體育運動大學 |

參考資料：

## 選秀順序
本屆新人選秀會順序為基隆市、彰化璞園柏力力、臺灣銀行、台灣啤酒、裕隆集團，新加盟球隊基隆市可於前四輪選秀完成後多選一名球員。

## 選秀報名
2025年8月1日，為本屆新人選秀會的報名截止日。8月12日，中華民國籃球協會宣布選秀名單，共有43人報名。
- 羅楷翔
- 蔣奇恩
- 莊富甯
- 江啟安
- 黃偉程
- 許瀚文
- 梁瀚
- 仲俊威
- 李承謙
- 曾頎翔
- 余祥平
- 賴政維
- 陳禹劭
- 解書懿
- 許廷崴
- 黃濬彥
- 李宥騏
- Shamore Charles（外籍生）
- 江栩頡
- 林子桓
- 郭哲綸
- 王督騏
- 洪郁翔
- 魏子雲
- 王鈞聖
- 凱德爾（外籍生）
- 萊恩遠
- 楊張祐誠
- 魏芃禾
- 梁文杰
- 鍾理翔
- 王晟霖
- 黃志恩
- 林宇謙
- Michael Smith（外籍生）
- 林新唯
- 曹爾方
- 陳力行
- 方泊瀚
- 羅偉愷
- 許浩洋
- 曾銘偉
- 黃致銘